# Inland Empire
Inland Empire (thông tục gọi là IE) là một khu vực ở miền Nam California. Thuật ngữ phổ biến nhất được sử dụng trong tài liệu tham khảo để chỉ khu vực Riverside-San Bernardinoc, một vùng đô thị tập trung vào các thành phố Riverside và San Bernardino ở miền Nam California. Inland Empire đôi khi được coi là khu vực rộng lớn được xác định bởi liên bang gồm khu vực Riverside-San và Bernardino-Ontario, diện tích 27.000 dặm vuông (70.000 km²). Khu vực này có hơn 4 triệu người sinh sống, khu vực đô thị bao gồm quận Riverside và quận San Bernardino, là vùng đô thị đông dân nhất thứ 13 tại Hoa Kỳ, và lớn thứ ba ở tiểu bang California. Với dân số thành thị 1.506.816 người, nó là khu vực đô thị lớn thứ tư trong tiểu bang. Hầu hết dân số của khu vực nằm ở góc tây nam của khu vực, giáp thành phố Los Angeles. Vào cuối thế kỷ 19, khu vực là một trung tâm lớn của nông nghiệp, bao gồm cam quýt, sữa, và rượu vang làm. Nông nghiệp đã suy giảm qua thế kỷ 20, và kể từ những năm 1970 dân số phát triển nhanh chóng do các gia đình di cư tìm kiếm nhà ở giá rẻ, đã dẫn đến sự phát triển dân cư, thương mại và công nghiệp. Một phần của khu vực là Đại Los Angeles.